# Moderato cantabile (romanzo)
Moderato cantabile (Moderato cantabile) è il romanzo con cui Marguerite Duras apre la stagione narrativa vicina al Nouveau Roman. Pubblicato presso Les Éditions de Minuit nel 1958, in Italia uscì nello stesso anno da Einaudi nel volume I cavallini di Tarquinia per essere poi pubblicato indipendentemente presso Feltrinelli.
Moderato cantabile si pone tra l'iniziale produzione narrativa e quella che diverrà una lunga stagione di scritti e sperimentazioni stilistiche (nella quale appariranno i suoi lavori più importanti e conosciuti, dal “ciclo” di Lol V. Stein a quelli che sono i capolavori degli anni Ottanta, Il dolore, L'amante, Occhi blu capelli neri).
Il titolo deriva dall'omonima sonatina di Anton Diabelli, una semplice indicazione musicale sul ritmo con cui deve essere suonato al pianoforte.

## Contenuto
Moderato cantabile si apre su una stanza al quinto piano di un edificio affacciato sul mare. Una lezione di pianoforte. Un bambino. La madre. Un'insegnante. Attraverso la finestra aperta entra un grido proveniente da un bar del porto. A lezione terminata, la madre è lì sulla strada, il bambino poco distante: nella penombra del locale, un uomo è riverso sul corpo senza vita di una donna, la bocca sbavata del sangue di un bacio, il sorriso quasi estatico sulle labbra di lei. Questa la scena primaria – si direbbe “del crimine” – a cui Anne Desbaresdes, la madre, assiste come rapita. Non vi sono molti altri elementi narrativi. Non sappiamo bene cosa sia successo alla donna del caffè, né quale relazione sia intercorsa con quell'uomo. Si tratta di un'altra storia di cui Marguerite Duras tace, non dice.
Il caffè in cui si è compiuto il fatto diventa nei giorni seguenti la méta delle passeggiate di Anne col bambino, e il luogo dell'incontro con Chauvin, un operaio dei cantieri della città portuale in cui si svolge il romanzo. Sullo sfondo di una vicenda soffocante per l'incapacità dei protagonisti di decidere del proprio destino, la sonatina di Diabelli nel suo movimento Moderato cantabile - che il figlio di Anne sta imparando a suonare - rappresenta la malinconica certezza che ogni cosa alla fine deve restare com'è, se non c'è il coraggio, la forza di seguire il proprio desiderio, per quanto scabroso esso sia.
Moderato cantabile ha in comune con la nuova corrente letteraria del Nouveau Roman soltanto la struttura. A differenza di autori quali Alain Robbe-Grillet, Nathalie Sarraute, Claude Simon, impegnati a gettare sul mondo uno sguardo freddo e oggettivo, Margherite Duras si caratterizza per l'emotività, la passione sempre presenti. Del resto sarà la stessa Duras a dissociarsi più volte da questo movimento.
La comunicazione umana è vista come un modo, forse l'unico, di sopportare la realtà opprimente e magari anche di cambiarla. I silenzi sono carichi di significato, quasi assordanti. Marguerite Duras dice senza dire. Apparentemente sfiora solo in superficie i personaggi eppure permette di conoscerli in profondità. In Moderato Cantabile un sottoromanzo psicologico si sviluppa attraverso la narrazione di gesti apparentemente irrilevanti. Parole e atteggiamenti vogliono dire veramente quello che esprimono, eppure al tempo stesso trascendono il loro significato, lasciando il lettore dalla prima all'ultima pagina sospeso fra assolute certezze e dubbi laceranti.

## Edizioni
- (FR) Moderato cantabile, Paris, Les Éditions de Minuit, 1958.
- in (FR) Œuvres complètes, vol. I, Collection « Bibliothèque de la Pléiade » (no 572), Paris, Gallimard, 2011.
- I cavallini di Tarquinia, Collana Supercoralli, Torino, Einaudi, 1958,  p. 397. [contiene: La signora Dodin, La Square, Giornate intere fra gli alberi, Moderato cantabile]
- Moderato cantabile, traduzione di Raffaella Pinna Venier, Collana Universale Economica, Milano, Feltrinelli, 1986,  p. 92.
- Moderato cantabile, trad. e postfazione di Rosella Postorino, Collana Scrittura bianca, Trieste, nonostante edizioni, 2013,  p. 136.

## Adattamenti cinematografici
Nel 1960 il regista Peter Brook ha diretto l'omonima trasposizione cinematografica del romanzo della Duras. La stessa autrice partecipò all'adattamento cinematografico in collaborazione con Gérard Jarlot. Il ruolo di Chauvin venne interpretato da Jean-Paul Belmondo, mentre quello di Anne Desbaresdes fu affidato a Jeanne Moreau che ricevette per questo ruolo il premio come miglior interpretazione femminile al festival di Cannes del 1960. Il film di Peter Brook rientra a tutti gli effetti nei film della Nouvelle Vague francese.